# Paradoxostoma griseum
Paradoxostoma griseum is een mosselkreeftjessoort uit de familie van de Paradoxostomatidae. De wetenschappelijke naam van de soort is voor het eerst geldig gepubliceerd in 1940 door Klie.